# Jansen Čapar
Jansen Čapar (20. studenoga 1958.) makedonski je umjetnik poznat po slikama, freskama, skulpturama, keramici i pedagoškom radu.
Počevši od 1983., u nizu od pedesetak samostalnih izložbi, ponajviše u Njemačkoj gdje živi i stvara, razvio je vlastiti, osebujan stil koji predstavlja distinktivnu sintezu europskog modernizma s evokacijama tradicionalne makedonske umjetnosti.
Godine 1990. Olivera Hristovska snimila je za Makedonsku televiziju dokumentarni film o Čaparovom radu i životu. Djela mu se nalaze u brojim galerijama i privatnim zbirkama.

## Životopis
Čapar je studirao slikarstvo na Pedagoškoj akademiji u Skopju u klasi prominentnih umjetnika makedonske moderne, profesora Borka Lazevskog i Dimitra Kondovskog. No, na studij je došao s već gotovo posve jasnim slikarskim projektom, koji se tijekom desetljeća sadržajno pročistio, a metierski znatno proširio. 
Slika od ranog djetinjstva intuirajući tehniku automatskog crtanja svojstvenu nadrealizmu, slikajući na svim površinama do kojih je mogao doći – od odbačenog pak-papira do majčinih stolnjaka. 

## Djela
Sadržajnu inspiraciju nalazi u asocijacijama na djetinjstvo provedeno u Nerezima. Kako sâm kaže: „u krugu od 3 milje nalazio se čitav svijet: roditeljska kuća, Vardar, zelene krošnje drveća, vriska djece i mirisni zrak koji dolazi s polja, zalasci sunca i drhtaji šarenih cvjetova“.[nedostaje izvor] Njegova umjetnost građena je na sjećanjima i prizivanju podsvjesti. Prema Reinhardu Strüberu, Jansen Čapar „traga za oblicima izražavanja koji odražavaju nadnaravno, nedokučivo, zagonetno i čudesno u cijelom rasponu od oduševljenja do užasa. Tako stvara fantastičan, bizarno-groteskni svijet oblika i figura iz iskustava iz djetinjstva, mitova i legendi, religijskih rituala, impresija lokalnog krajolika i makedonskog kolorita.” Svaka mašta deformira stvarnost, a u Čaparovoj umjetnosti iz 1980-ih i 90-ih prikazi ljudi postaju zvjeroliki, predmeti antropomorfni. Biljke počinju sličiti životinjama, a predmeti leptirima i kukcima.
Čaparova uznemiravajuća fantazija asocirala je na početku na klasičnu Miróovsku umjetnost. Srodna je i pojedinim djelima Chagalla, Van Gogha, De Chirica, Picassoa, Kleea te Matisseovim bronzama. Kritičar Ive Šimat Banov tvrdi da „pripadništvo Jansena Čapara nadrealističkoj melankoliji europskog prostora nije moglo biti sporno.” Zaseban ciklus, koji obuhvaća rad tijekom jednog desetljeća (1980-ih i 1990-ih godina), nastao je na Čaparovoj razradi motiva Velasquesovog djela Las Meninas.
Svojevrsni zaštitni znak središnjeg dijela njegova opusa, tijekom dvadesetak godina nakon 1990-ih, bile su njegove krpene lutke–čudovišta prošarane solarnim i htonskim motivima. Solarni i htonski, koliko i arabeskno-dekorativni motivi sa slika iz prvih faza stvaranja (kružići, križići, zavojnice, rašljaste i zig-zag linije, raznobojne točke i ostali signali ušarani kontrastnom simetrijom na površini njegovih lutaka) dobile su na tim lutkama izrazit apotropejski karakter. Kako kaže Joško Belamarić: „Premda živimo u vremenu zasićenom pluralom osobnih ekspresionizama Čaparov svijet ‘s one strane stvarnosti’ (a ovdje bi bilo bolje reći – ‘svijet koji prethodi stvarnosti’) ne može nas ostaviti ravnodušnim nego nas prisjeća na neka mutna pradavna stanja u kojima svijest i postojanje još nisu odijelili strah od vjere, rađanje od stvaranja, sablasti od ljudi.”
Čaparove porculanske skulpture nastale u istom razdoblju predstavljale su novi rod u svijetu moderne keramike. Čapar proces objašnjava: „U Stuttgartu postoji keramička radionica jednog poznatog njemačkog keramičara koja je otvorena za sve. Ključ je nad vratima i tko hoće raditi u glini uzme ga i vrata su mu otvorena. Tako sam se i ja obreo između oblika gline, i boja glazure, u građenju i razgrađivanje. Opet u igri ispunjavanja istinite i blistave praznine.“

## Utjecaji i tehnika
Čapar je svoja stajališta formirao na filozofskoj literaturi u rasponu od Heideggera do Mahamudre. Bavi se pitanjima poput »što je to san, a što stvarnost«. „Kada bih pokušao sabrati svoj dosadašnji likovni rukopis, naslovio bih ga — veliki pečat praznine. Kada shvatite kako ništa istinski ne postoji, kako je sve privid ili prazna blistavost“ – veli Čapar u jednom razgovoru – „onda se u dimenzijama takvog poimanja svijet oko nas i u nama svodi na cilj, izlazak iz vječnog toka umiranja i rađanja. U mojim djelima veliki je biljeg praznine, a moj stvaralački napor vidim u ispunjenju praznine.“
Takve umjetnikove poglede najbolje zrcali niz djela iz njegove „tekuće faze” u kojoj dominiraju „trodimenzionalne slike” krojene nitima delikatnih linija. Eksplicitni Čaparovi ikonografski amblemi iz prethodnih faza su apstrahirani, pojačana organičnost komponiranja.
Šareni fantazmagorični svijet specifičnog Čaparovog nadrealizma, s figurativnim formama u neprekidnom pokretu, iz temelja se preobrazio ostajući stvarno isti. Golem opus nastao na četrdeset godina iskustva svakodnevnog stvaranja preveden je u lirsku apstrakciju, u kojoj Čapar minimalističkim sredstvima, u potpunosti napustivši vokabular figuracije, želi ritmom monokromnih linija predstaviti „svjetlost i tamu, dah vjetra, ćuh struje u matici rijeke, i prazninu”. 
Tu tehniku i stil sâm objašnjava: »Imam averziju prema multipliciranju djela jer obezvrjeđuju original. Nove izražajne mogućnosti otvorile su mi se na pojmovima providnosti, prividu, lomljivosti... Danas slikam špricama, a moja je boja ljepljiva smjesa i najlonski konac. Stvaram strukture nevidljivog. I kršćanska liturgija će već na početku sugerirati: 'Nevidljivo, neshvatljivo, neizrecivo.' Pietà je najznačajnija freska u Sv. Pantelejmonu u mojim zavičajnim Nerezima. Riječ je o svojevrsnoj preteči Giottovim slikama, jer na njoj prvi put Majka Božja pokazuje emocije. Dakle, slikam linijom u nekom međuprostoru, nastojeći dobiti treću, duhovnu dimenziju. Jer mi smo niti koje povezuju mrtve s nerođenima.«
Umjetnik zadnjih nekoliko godina intenzivno surađuje sa sinom Janom Čaparom, izrađujući lutke i set dizajn za njegove animirane filmove, koji su stekli više nagrada na internacionalnim festivalima.

## Galerija
- Miris kišnog dana. 32 x 25 cm. Tempera na kartonu. 1979.
- Alkemija unutrašnje daljine. 100 x 65 cm. Mix media. 2006.
- Blistava svjetlost. 60 x 60 cm. Mix media. 2011.
- Oplakivanje Krista. 200 x 80 cm. Ugljen, suhi pastel. 1987.
- Lomljiva igra. 95 x 73 cm. Mix media. 2007.